# Dominic Olariu
Dominic Olariu (* 1970 in Iași, Rumänien) ist ein deutscher Kunsthistoriker für die Kunst des Mittelalters und der Frühen Neuzeit.

## Leben
Olariu besuchte das Theodor-Heuss-Gymnasium Heilbronn und studierte von 1991 bis 1995 Kunstgeschichte, Philosophie, Mittellatein und Medizin an den Universitäten in Köln und Bonn sowie von 1995 bis 1997 an der Pariser Sorbonne, wo er seinen Abschluss machte. 1998 bis 2000 forschte er an Pariser Forschungseinrichtungen und Bibliotheken. Von 2001 bis 2004 war er Doktoranden-Stipendiat des Graduiertenkollegs Karlsruhe „Bild. Körper. Medium. Eine anthropologische Perspektive“ der Deutschen Forschungsgemeinschaft (DFG), danach bis 2009 Assoziierter des Graduiertenkollegs. Er war mehrfach Stipendiat des Deutschen Akademischen Austauschdienstes (DAAD) und der DFG. Olariu wurde 2008 in einem binationalen Verfahren an der Pariser Elite-Hochschule École des hautes études en sciences sociales sowie an der Staatlichen Hochschule für Gestaltung Karlsruhe bei Hans Belting, Daniel Arasse und Jean-Claude Schmitt promoviert.
Ab 2009 war er wissenschaftlicher Angestellter an der Universität Marburg und habilitierte sich dort 2018 in Kunstgeschichte („Botanische Illustrationen vor Brunfels. Pflanzenkultur und Pflanzenstudium in Kräuterbüchern des 14.–16. Jahrhunderts“).
Olariu übernahm Gast- und Vertretungsprofessuren an den Universitäten in Düsseldorf, München, Dijon sowie an der Kunstakademie Düsseldorf. 2008 und 2009 war er Gastprofessor des Deutschen Akademischen Austauschdienstes an der Universität Düsseldorf. 2015 und 2016 forschte er am Berliner Standort des Max-Planck-Instituts für Wissenschaftsgeschichte. Seit 2018 war er mehrfach Gastwissenschaftler am Forschungszentrum Gotha der Universität Erfurt.
Olarius kunsthistorische Forschungsschwerpunkte liegen in den Bereichen Wissensbilder, Manuskriptforschung, Grabmalforschung, Porträt, Phytokultur und Körperbilder des Mittelalters und der Frühen Neuzeit.

## Schriften (Auswahl)

### Monographien
- Georg Öllingers Kräuterbuch. Ein Nürnberger Apotheker erforscht die Pflanzenwelt der Renaissance. Darmstadt: Wissenschaftliche Buchgesellschaft, 2022. ISBN 978-3-534-27602-8.
- Botanische Illustrationen vor Brunfels. Pflanzenkultur und Pflanzenstudium in Kräuterbüchern des 14.–16. Jahrhunderts. (Habilitationsschrift.) Philipps-Universität Marburg (in Vorbereitung für den Druck).
- Das Herbarium Blackwellianum. Das meisterhafte Pflanzenbuch der Elisabeth Blackwell. Eingeleitetes und kommentiertes Faksimile. Darmstadt: Wissenschaftliche Buchgesellschaft, 2020. ISBN 978-3-534-27168-9.
- La genèse de la représentation ressemblante de l’homme. Reconsidérations du portrait à partir du XIIIe siècle. Bern: Peter Lang, 2014. ISBN 978-3-0343-0051-3.

### Herausgeberschaften
- Maraviglia: Rezeptionsgeschichte(n) von der Antike bis in die Moderne. Köln/Wien: Böhlau Verlag, 2022 (mit Peter Bell, Rebecca Müller, Antje Fehrmann). ISBN 978-3-412-52237-7.
- En Face. Seven Essays on the Human Face. Sonderband: Kritische Berichte. Zeitschrift für Kunst- und Kulturwissenschaften. Marburg: Jonas, 2012 (mit Jeanette Kohl).
- Le portrait individuel. Réflexions autour d’une forme de représentation, XIIIe au XVe siècles. Bern: Peter Lang, 2009. ISBN 978-3-0343-0002-5.

### Aufsätze (Auswahl)
- Iwein und Bathseba. Zur Funktion des Blicks in der Trauerszene in Hartmanns Text und in der Rodenegger Wandmalerei (mit Nathanael Busch). In: Cora Dietl / Christoph Schanze / Friedrich Wolfzettel (Hrsg.): Artusroman und Bildlichkeit. (= Schriften der Internationalen Artusgesellschaft 17). Berlin/Boston: De Gruyter, 2022, S. 1–20.
- From Textual to Visual. Translation and Enhancement of Arabic Experience in the New Book Genre Tacuina Sanitatis of Giangaleazzo Visconti (ca. 1390). In: Katja Krause / Maria Auxenta / Dror Weil (Hrsg.): Premodern experience of the natural world in translation. London/New York: Routledge, 2022, S. 250–272.
- Der Kodex Kentmanus der Herzogin Anna Amalia Bibliothek in Weimar als Vorlage für das fürstliche Kräuterbuch. In: Harald Alex (Hrsg.): Die schönsten Pflanzen-Aquarelle der Renaissance. Das Kräuterbuch des Johannes Kenntmann von 1563. Stuttgart: Galerie Bilderwelt, 2022, S. 15–19.
- Der Codex Kentmanus. Die ersten Tulpendarstellungen der Welt?. In: Supralibros, Nr. 26 (2022), S. 42–45.
- Johannes Kentmann und der Kodex Kentmanus. Bilder im Netzwerk der Naturkunde im 16. Jahrhundert. In: Jürgen Herzog (Hrsg.): Johann Kentmann und die Torgauer Gärten. Königsbrück: Via-Regia Verlag, 2022, S. 61–82.
- Wolfhard’s Face. In: Gerhard Lutz und Rebecca Müller (Hrsg.): Die Bronze, der Tod und die Erinnerung. Das Grabmal von Wolfhard von Roth im Augsburger Dom (= Veröffentlichungen des Zentralinstituts für Kunstgeschichte in München 53). Passau: Dietmar Klinger 2020, S. 151–177.
- Herbs Under Pressure. Plant Illustrations and Nature Printing in the First Half of the Fifteenth Century. In: Robert Felfe und Maurice Saß (Hrsg.): Naturalismen. Kunst, Wissenschaft und Ästhetik. Berlin / Boston; De Gruyter, 2019, S. 9–31.
- The Misfortune of Philippus de Lignamine’s Herbal or New Research Perspectives in Herbal Illustrations from an Iconological Point of View. In: Stefan Kiedron und Anna-Maria Rimm (Hrsg.): * Early Modern Print Culture in Central Europe. Academia Europea Wrocław Seminars. Wrocław: Wrocław University Press, 2015, S. 39–62.
- Körper, die sie hatten – Leiber, die sie waren. Totenmaske und mittelalterliche Grabskulptur. In: Hans Belting, Dietmar Kamper, Martin Schulz (Hrsg.): Quel corps? Eine Frage der Repräsentation. München: Fink, 2002, S. 85–104.

## Belege
1. ↑  PD Dr. Dominic Olariu. In: Personen. Kunstgeschichtliches Institut der Philipps-Universität Marburg (Webseite).
2. ↑  PD Dr. habil. Dominic Olariu (Profilseite). In: Gastwissenschaftler (Forschungszentrum Gotha). Universität Erfurt (Webseite).

| Personendaten    | Personendaten             |
| ---------------- | ------------------------- |
| NAME             | Olariu, Dominic           |
| KURZBESCHREIBUNG | deutscher Kunsthistoriker |
| GEBURTSDATUM     | 1970                      |
| GEBURTSORT       | Iași, Rumänien            |